# 元能見町
元能見町（もとのみちょう）は、愛知県岡崎市の町名である。丁番を持たない単独町名である。

## 地理
岡崎市のやや西部に位置する。岡崎市の中心街にほど近く、主に住宅地を形成している。

### 河川
- 伊賀川

## 世帯数と人口
2019年（令和元年）5月1日現在の世帯数と人口は以下の通りである。
| 町丁     | 世帯数  | 人口    |
| -------- | ------- | ------- |
| 元能見町 | 533世帯 | 1,209人 |

### 人口の変遷
国勢調査による人口の推移
| 1995年（平成7年）  | 1,455人 | [ 5 ] |  |
| 2000年（平成12年） | 1,347人 | [ 6 ] |  |
| 2005年（平成17年） | 1,317人 | [ 7 ] |  |
| 2010年（平成22年） | 1,269人 | [ 8 ] |  |
| 2015年（平成27年） | 1,221人 | [ 9 ] |  |

## 小・中学校の学区
市立小・中学校に通う場合、学区は以下の通りとなる。
| 番・番地等 | 小学校             | 中学校             | 高等学校 |
| ---------- | ------------------ | ------------------ | -------- |
| 全域       | 岡崎市立広幡小学校 | 岡崎市立城北中学校 | 三河学区 |

## 歴史
額田郡能見村の一部を前身とする。
江戸時代は岡崎藩領であった。慶安2年に、村東部の一部区域が岡崎城下に編入され、能見町（岡崎能見町）となっている。

### 町名の由来
長者金高が当地に楽人を集めて能や狂言を催したことによるとされる。

### 沿革
- 1889年（明治22年）10月1日 - 町村制施行。井田村・伊賀村・日名村と合併し、広幡村大字能見となる[12]。
- 1895年（明治38年）5月13日 - 町制施行に伴い、広幡町大字能見となる[12]。
- 1914年（大正3年）10月1日 - 岡崎町へ編入し、同町大字能見となる[13]。
- 1916年（大正5年）7月1日 - 市制施行に伴い、岡崎市大字能見となる[13]。
- 1917年（大正6年）7月1日 - 元能見町に改称[13]。
- 1957年（昭和32年）11月15日 - 一部が松本町1～2丁目となる[13]。
- 1976年（昭和51年）3月25日 - 一部が葵町・柿田町・城北町・末広町・八帖北町・広幡町となる[13][14]。

## 施設
- 広幡消防団元能見器具庫
- 能見神明宮
- 浄専寺
- 秀福寺
- 平八稲荷神社

## ギャラリー

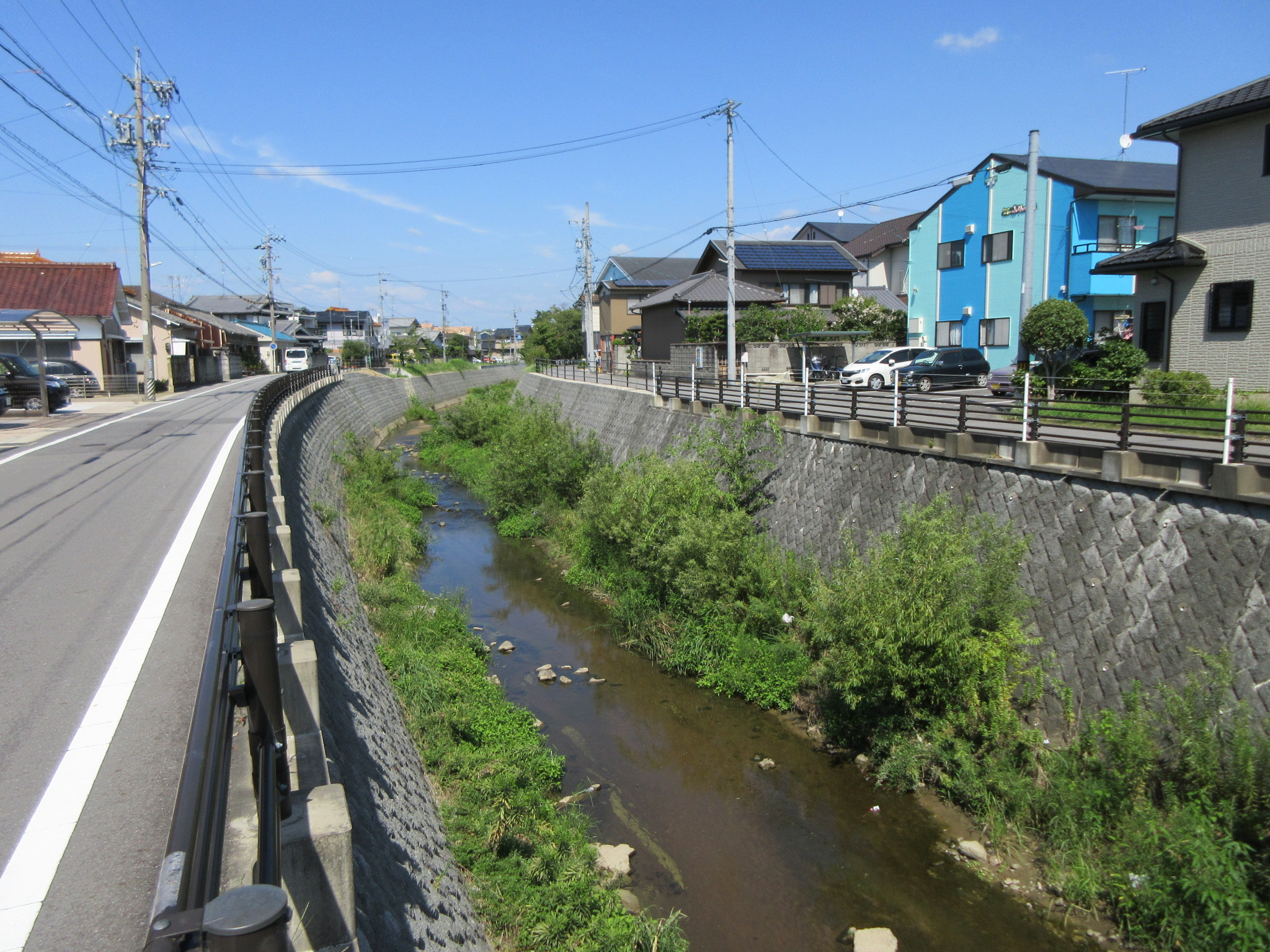
平成20年8月末豪雨の後、伊賀川では堤外家屋の移転と撤去、河川の断面拡大と護岸工事などが行われた（写真右側が元能見町）[15]。
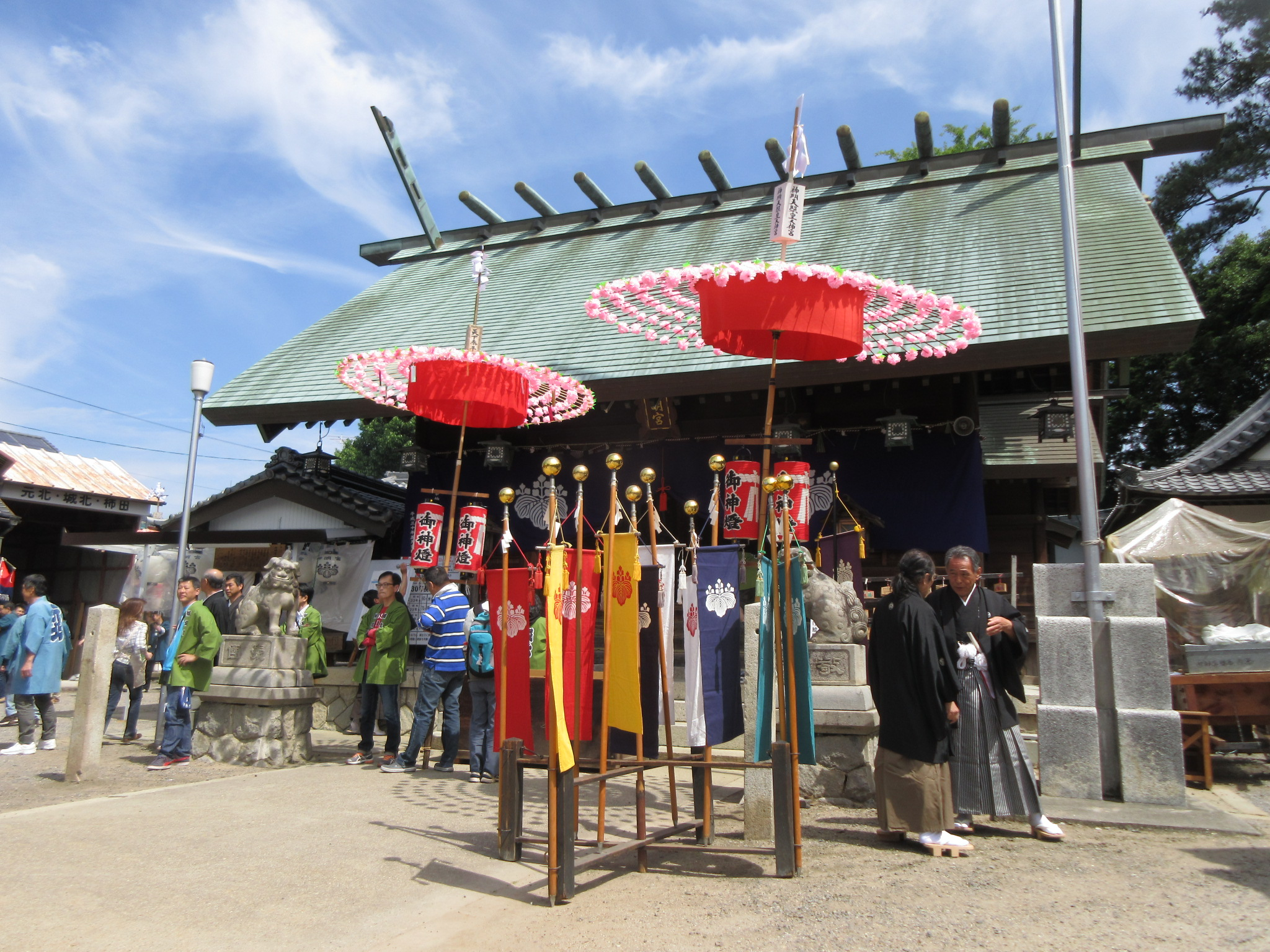
能見神明宮
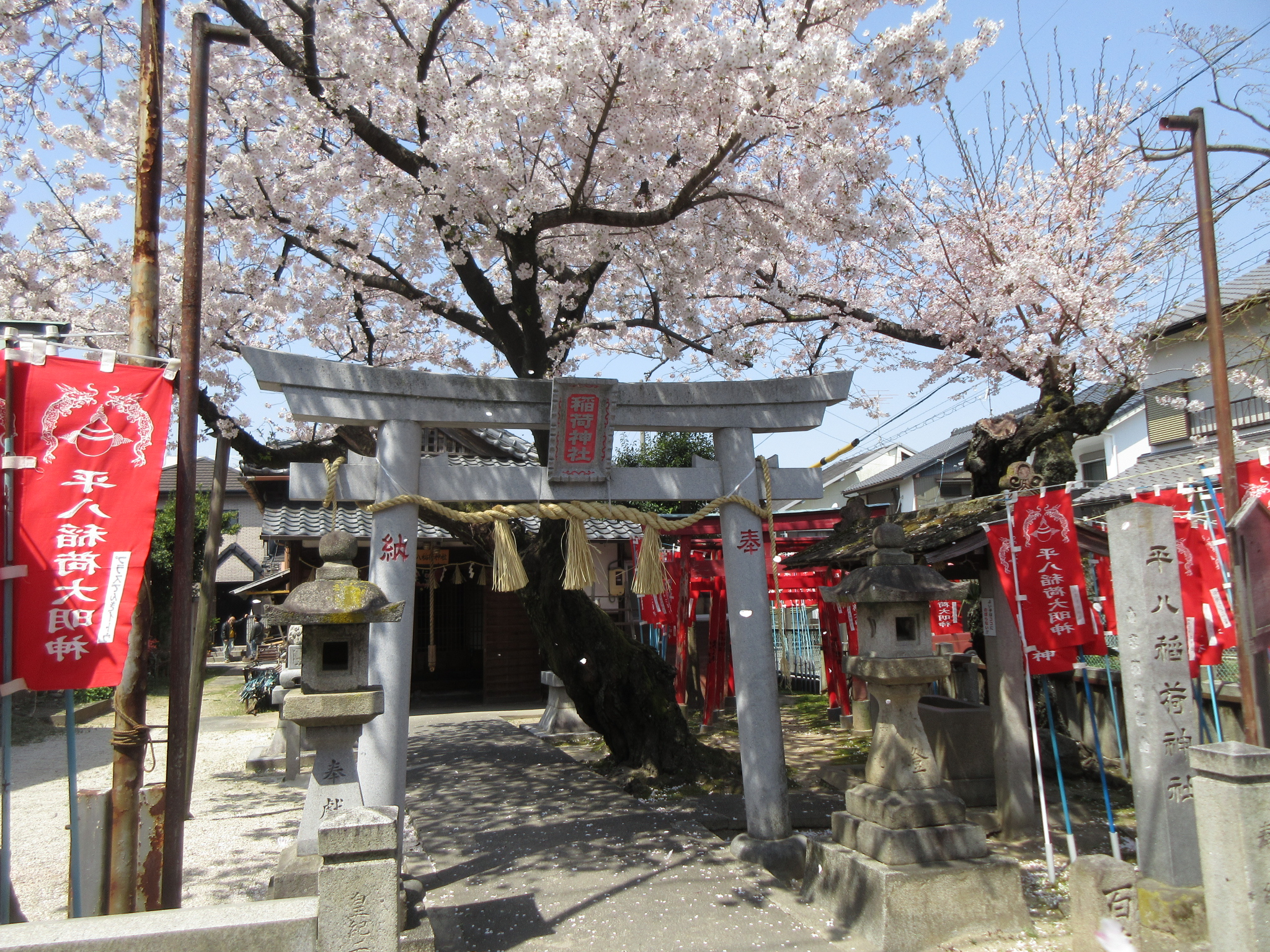
平八稲荷神社

## 交通
- 愛知県道39号岡崎足助線（能見通り）
  - 愛知県道56号名古屋岡崎線（平針街道）

## その他

### 日本郵便
- 郵便番号 : 444-0063[3]（集配局：岡崎郵便局[16]）。

## 参考資料
- 「角川日本地名大辞典」編纂委員会 編『角川日本地名大辞典 23 愛知県』角川書店、1989年3月8日。ISBN 4-04-001230-5。
- 有限会社平凡社地方資料センター 編『日本歴史地名大系第23巻 愛知県の地名』平凡社、1981年。ISBN 4-582-49023-9。
- 新編岡崎市史編さん委員会 編『新編岡崎市史 総集編 20』1993年。